# 미원초등학교 장락분교
미원초등학교 장락분교는 대한민국 경기도 가평군에 있는 공립 초등학교이다.

## 학교 연혁
- 1944년 4월 6일: 장락국민학교 개교

## 참고 자료
- 미원초등학교장락분교장 - 한국교육학술정보원 학교알리미